# Бургаджино
Бургаджино (баш. Борғатъя) — деревня в Мечетлинском районе Башкортостана, входит в состав Алегазовского сельсовета.

## Население
| 1939 | 1959 | 1970 | 1979 | 1989 | 2002 | 2009 |
| ---- | ---- | ---- | ---- | ---- | ---- | ---- |
| 422  | ↗530 | ↗537 | ↘346 | ↘224 | ↗260 | ↘230 |
| 2010 |      |      |      |      |      |      |
| ↗249 |      |      |      |      |      |      |

Национальный состав
Согласно переписи 2002 года, преобладающая национальность — башкиры (96 %).

## Географическое положение
Деревня расположена на реке Мелекас.
Расстояние до:
- районного центра (Большеустьикинское): 25 км,
- центра сельсовета (Алегазово): 13 км,
- ближайшей ж/д станции (Красноуфимск): 131 км.